# Exocentrus rufuloides
Exocentrus rufuloides là một loài bọ cánh cứng trong họ Cerambycidae.